# Polygala sipapoana
Polygala sipapoana är en jungfrulinsväxtart som beskrevs av John Julius Wurdack. Polygala sipapoana ingår i släktet jungfrulinssläktet, och familjen jungfrulinsväxter. Inga underarter finns listade i Catalogue of Life.